# Laura Hippe
Laura Hippe (* 24. Dezember 1995) ist eine deutsche Volleyballspielerin.

## Karriere
Laura Hippe ist die jüngere Schwester der Nationalspielerin Saskia Hippe. 2011 wurde die Zuspielerin in den erweiterten Kader der Bundesliga-Mannschaft des Köpenicker SC aufgenommen, in der früher auch ihre Schwester gespielt hatte. Laura Hippe war gleichzeitig für die zweite Mannschaft spielberechtigt. 2012 wechselte sie in die zweite Mannschaft in die Regionalliga Nordost, die aufstieg und ab 2013 in der Dritten Liga Nord spielte. In der Saison 2014/15 spielte sie zweimal in der Volleyball-Bundesliga für den Köpenicker SC. Seit 2015 spielt sie in der Dritten Liga Nord beim BBSC Berlin.